# Sveriges ambassad vid Heliga stolen
Sveriges ambassad vid Heliga stolen var Sveriges diplomatiska beskickning vid Heliga stolen (Vatikanstaten). Den invigdes 1986, sedan förbindelserna återupptagits 1982 efter att ha legat nere under 450 år. Ambassaden stängdes i Rom 2001, och verksamheten flyttades till Stockholm.

## Beskickningschefer
| Namn              | Period    | Funktion   | Ackreditering                                         |
| ----------------- | --------- | ---------- | ----------------------------------------------------- |
| Gunnar Ljungdahl  | 1983–1986 | Ambassadör | Placerad i Stockholm.                                 |
| Bengt Friedman    | 1986–1988 | Ambassadör | Sidoackrediterad till Valletta. Placerad i Stockholm. |
| Lars Bergquist    | 1988–1993 | Ambassadör | Sidoackrediterad till Valletta och San Marino.        |
| Tom Tscherning    | 1993–1994 | Ambassadör | Sidoackrediterad till San Marino.                     |
| Torsten Örn       | 1994–1996 | Ambassadör | Sidoackrediterad till San Marino.                     |
| Anders Thunborg   | 1996–1999 | Ambassadör | Sidoackrediterad till San Marino.                     |
| Bo Henrikson      | 1999–2001 | Ambassadör | Sidoackrediterad till San Marino.                     |
| Fredrik Vahlquist | 2001–2007 | Ambassadör | Placerad i Stockholm. Även ambassadör för Malta.      |
| Ulla Gudmundson   | 2008–2013 | Ambassadör | Placerad i Stockholm. Även ambassadör för Malta.      |
| Lars-Hjalmar Wide | 2013–2016 | Ambassadör | Placerad i Stockholm. Även ambassadör för Malta.      |
| Cecilia Björner   | 2016–2021 | Ambassadör | Placerad i Stockholm. Även ambassadör för Malta.      |
| Andrés Jato       | 2021–2023 | Ambassadör | Placerad i Stockholm. Även ambassadör för Malta.      |
| Per Holmström     | 2023–idag | Ambassadör | Placerad i Stockholm. Även ambassadör för Malta.      |